# Sausgamuwa I
Sausgamuwa va ser rei d'Amurru, un estat vassall dels hitites, cap a la segona meitat del segle xiii aC. Era fill i successor de Bentesina.
Estava casat amb la germana del rei hitita Tudhalias IV, era el seu cunyat i possiblement també el seu nebot, si la seva mare era Gassulawiya, però això no és segur. No es coneix el moment exacte del seu ascens al tron, però es pot deduir: el seu pare Bentesina encara s'esmenta al tractat signat entre Tudhalias IV i Kurunta, que es va signar cap al 1236, on es menciona com a testimoni i rei d'Amurru. Hi ha un document que Tudḫalias va enviar a Sausgamuwa, l'anomenat Tractat de Sausgamuwa, on es parla de les fortes tensions que hi havia entre els hitites i Assíria, iniciats durant el primer regnat del rei assiri Tukultininurta I, que va governar des de potser l'any 1233 aC. En aquest moment, Sausgamuwa ja era rei a Amurru. En el tractat, Sausgamuwa demanava entre altres coses, que els comerciants d'Assíria no entressin a Amurru, i que els d'Amurru no comerciessin amb els assiris. Sembla també que es buscava evitar que les naus, probablement procedents d'Ahhiyawa,comerciessin amb Assíria a través dels ports d'Amurru.
Sausgamuwa es va veure involucrat en l'afer que va afectar la seva germana o mitja germana (filla de Gassulawiya), que s'havia casat amb Ammistamru II d'Ugarit. A causa d'un adulteri va ser expulsada, possiblement durant la vida de Bentesina, i es va refugiar a Amurru. El matrimoni es va dissoldre oficialment després de la mediació de Tudhalias IV i Ini-Tessub de Carquemix. Quan Sausgamuwa va arribar al tron, Ammistamru va mostrar la seva disconformitat amb l'acord i va demanar l'extradició de la seva exdona per poder-la castigar. Sausgamuwa s'hi va negar perquè temia que la seva germana fos executada a Ugarit, i van sorgir tensions creixents entre els dos reis, ambdós vassalls dels hitites. Tudhalias IV i Ini-Tessub van tornar a fer de mediadors. Després de llargues negociacions es va decidir que Sausgamuwa hauria de lliurar la seva germana i, a canvi, rebria 1.400 sicles d'or d'Ammistamru. Als arxius d'Ugarit es van trobar dues versions d'aquest tractat en tauletes cuneïformes, una segellada per Tudhalias IV i l'altra per Sausgamuwa.
Es desconeix quant de temps va regnar Sausgamuwa i si va ser l'últim rei d'Amurru, però hi ha notícies de què hi va haver un Sausgamuwa II.